# Franz Kafka
Franz Kafka (Praga –llavors Imperi Austrohongarès, actualment Txèquia–, 3 de juliol del 1883 - Kierling –actualment part de la ciutat de Klosterneuburg, Àustria–, 3 de juny de 1924) fou un escriptor d'origen jueu en llengua alemanya.
La seva narrativa desassossegadora i simbòlica, escrita en alemany, va anticipar l'opressió i l'angoixa del segle xx. La seva influència ha fet que el terme kafkià s'apliqui a situacions socials angoixants i grotesques.
La seva obra és una de les més influents de la literatura universal del segle xx, malgrat no ser gaire extensa: va ser autor de tres novel·les (El procés, del 1925; El castell, del 1926; i Amèrica, del 1927), dues novel·les curtes (La transformació –també anomenada La metamorfosi–, de 1915, i La colònia penitenciària, de 1914), i un cert nombre de paràboles i relats breus. A més, va deixar una abundant correspondència i escrits autobiogràfics, la major part publicats pòstumament.

## Biografia
Praga, a més de tenir una història cristiana, és també una ciutat jueva, amb un dels guetos més antics de l'Europa central. Mercaders jueus es van instal·lar a la part baixa del Castell de Praga sobre el turó de Hradany (o Hradschin) des de 965. Després, ho van fer sobre la ruta de Vysehrad, al sud de la Ciutat Vella de Praga (Prager Altstadt o Staré Msto). D'ells descendeix Kafka. Cristiana i jueva, Praga ha estat igualment una ciutat alemanya: sota els Habsburg, durant 300 anys, la llengua alemanya va tenir temps de penetrar en l'administració, l'ensenyament, el comerç i l'art. El 1880, la ciutat incloïa 42.000 alemanys (dels quals, la meitat aproximadament era d'origen jueu).

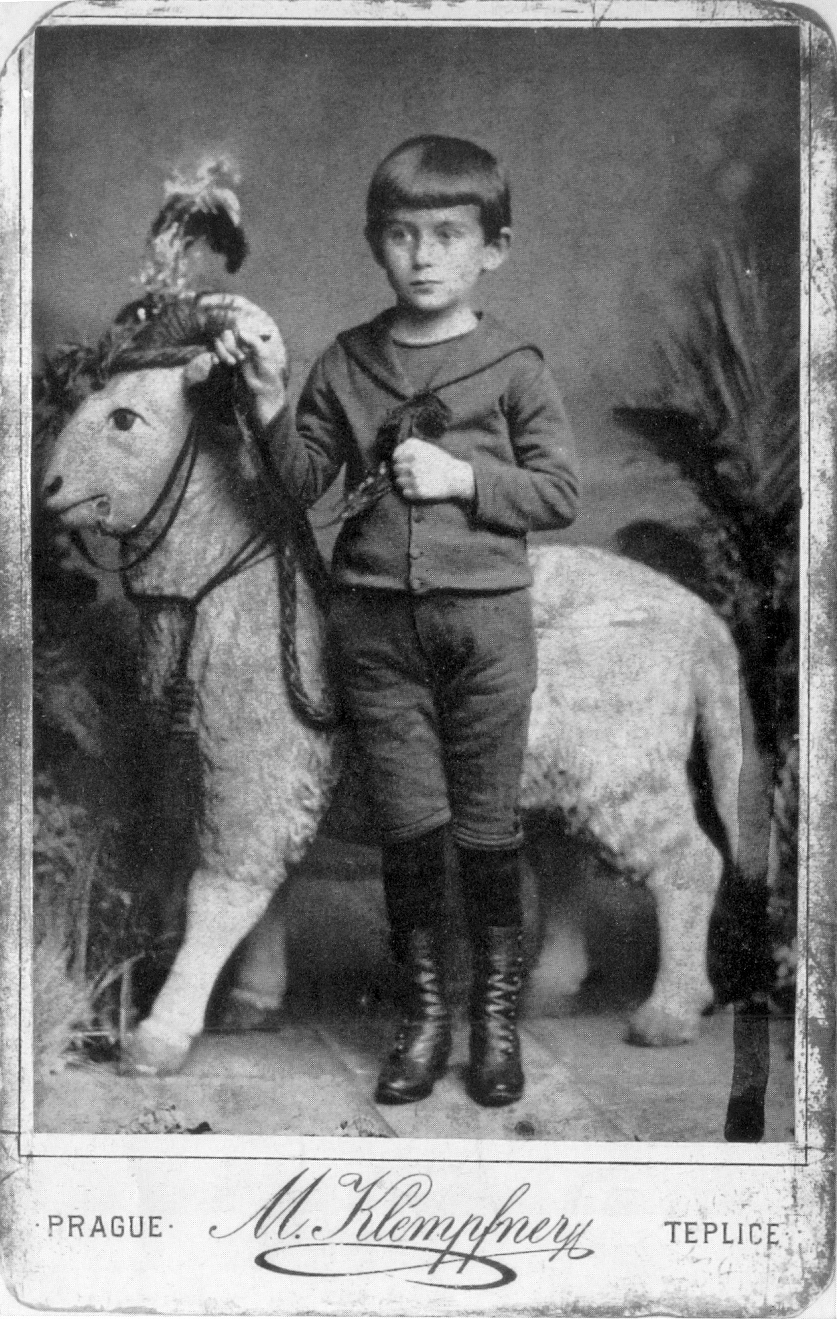
Kafka als 5 anys (1888)

Franz Kafka va néixer el 1883 a Praga, ciutat que, en l'època, pertanyia a la monarquia austrohongaresa. Era fill de Hermann Kafka (1852-1931), un comerciant jueu que regentava des del 1882 un negoci de passamaneria o merceria a la Zeltnergasse (Celetná ulice, 12), que transformaria més tard en uns grans magatzems que li van donar reputació de ciutadà respectable. Se li dona el nom de Franz en honor de l'emperador Francesc Josep I. Era txec, encara que el seu idioma matern va ser l'alemany. La seva mare, Julie Löwy (1856-1934), havia nascut al si d'una família germanoisraelita, culta i rica. El seu pare, Jakob Löwy, era un cerveser pròsper de Podbrady.
Kafka va aprendre l'idioma txec, ja que el seu pare procedia d'Osek, a prop de Písek, on era un membre de la comunitat jueva txecoparlant ("Kafka" significa "graula" en txec: au que serviria d'emblema per al negoci familiar) i volia que el seu fill parlés amb fluïdesa ambdós idiomes. Tanmateix, la família va adoptar la cultura i la llengua alemanya en la formació dels seus fills, ja que de la relació amb aquestes depenia en bona manera el progrés econòmic i el reconeixement social. Kafka també coneixia l'idioma i la cultura francesa. Entre els seus autors favorits, hi trobem Flaubert i Dickens, als quals cal afegir Goethe. Kafka, doncs, va créixer sota la influència de tres cultures: la jueva, la txeca i l'alemanya.
Franz era el més gran de sis fills. Els seus dos germans més joves, Georg i Heinrich, varen morir amb quinze i sis mesos, respectivament, abans que Franz tingués set anys. Les altres tres germanes eren Gabriele (Elli) (1889-1944), Valerie (Valli) (1890-1944) i Ottilie (Ottla) (1892-1943). Entre setmana, els seus pares estaven absents de casa. La seva mare ajudava a portar el negoci del seu marit hi treballava més de 12 hores al dia. Els nens varen ser criats per un seguit de mainaderes i criats. La relació de Franz amb el seu pare el preocupava severament, com va expressar a Carta al pare, on es queixava d'estar profundament afectat pel seu caràcter autoritari i exigent.
Durant la Segona Guerra Mundial, les germanes de Franz varen ser enviades amb les seves famílies al gueto de Łódź i varen morir, allà o en camps de concentració. Ottla va ser enviada primer al camp de concentració de Theresienstadt i el 7 d'octubre del 1943 al camp de concentració d'Auschwitz, on va ser gasejada, juntament amb 1.267 nens i 51 guardians, a la seva arribada.

### Formació
Del 1889 al 1893, Kafka va assistir al Deutsche Knabenschule, l'escola primària de nois al Masný trh/Fleischmarkt (mercat de carn), a l'actual carrer Masnà. La seva educació jueva es limitava a la celebració del Bar mitsvà als 13 anys i anar a la sinagoga quatre vegades l'any amb el seu pare, la qual cosa odiava. Després de l'escola primària, va ser admès al classista i rigorós Altstädter Deutsches Gymnasium, una escola d'ensenyament secundari amb vuit graus on l'alemany era també la llengua d'instrucció, situada dins del Palau Kinsky.
Els darrers anys de l'adolescència, va ser membre de la Freie Schule («Escola Lliure»), una institució anticlerical; llegia àvidament Nietzsche, Darwin i Haeckel, i sentia un autèntic entusiasme pel socialisme (especialment pel que fa a l'ideal de solidaritat) i l'ateisme. D'altra banda, les seves notes destacaven per sobre de la mitjana dels seus companys. Va establir una relació d'amistat especial amb un company de classe, Oskar Pollak, amb qui compartia l'interès per les ciències naturals i la història de l'art.
Amb 14 anys (1897-1898), Kafka va realitzar els seus primers intents com a escriptor. Als seus treballs, cap dels quals no es conserva perquè els va destruir, va percebre la diferència que hi havia amb els dels seus companys de classe, especialment en els aspectes formals. Va superar els exàmens de Maturita el 1901.
Va ser admès a la Universitat de Praga, on primer va estudiar química, però després de dues setmanes passà a estudiar dret. Això oferia una gamma de possibilitats de carrera, que complaïen el seu pare, i comportava un curs més llarg que donava temps a Kafka per fer classes d'alemany i història de l'art. A la universitat, es va fer d'un club d'estudiants, anomenat Lese- und Redehalle der Deutschen Studenten, que organitzaven esdeveniments literaris, lectures i altres activitats. Al final del seu primer any d'estudis, va conèixer Max Brod, que es convertiria en un amic de confiança durant tota la vida, juntament amb el periodista Felix Weltsch, que també estudiava dret. Kafka va obtenir el grau de doctor en Dret el 18 de juny del 1906 i realitzà un any obligatori de servei a la comunitat sense cobrar, com a administratiu als jutjats civil i penal.

### Feina
L'1 de novembre del 1907, va ser contractat a l'Assicurazioni Generali, una gran companyia asseguradora italiana, on va treballar gairebé un any. La seva correspondència durant aquell període posa de manifest que era infeliç amb la seva jornada laboral (de 8 del vespre a 6 del matí), que feia que fos extremadament difícil concentrar-se en la seva escriptura. El 15 de juliol del 1908 ho va deixar i, dues setmanes més tard, trobava una altra feina més agradable a la mútua d'accidents de treball del Regne de Bohèmia.
La feina implicava investigar les lesions personals dels treballadors industrials i avaluar-ne la compensació. El seu pare sovint es referia a la feina de pèrit d'assegurances del seu fill com a Brotberuf, literalment «feina de pa», és a dir, una feina de subsistència que només donava per cobrir despeses. Tot i que Kafka sovint afirmava que menyspreava la feina, el fet és que era un empleat diligent i capaç. També li varen assignar la tasca de compilar i compondre l'informe anual i n'estava, segons hom diu, bastant orgullós dels resultats, i enviava còpies als amics i a la família. En paral·lel, Kafka també es dedicava a la seva obra literària. Juntament amb els seus amics de confiança Max Brod i Felix Weltsch, s'anomenaven Enge Der Prager Kreis (El cercle proper de Praga), que era part d'un cercle de Praga més ample, «un relaxat grup d'escriptors jueus alemanys que contribuïen a la culturalment fèrtil terra de Praga des dels anys 1880 fins després de la Primera Guerra Mundial».
El 1911, Karl Hermann, marit de la seva germana Elli, va demanar a Kafka que col·laborés en l'operació d'una factoria d'amiant coneguda com a Prager Asbestwerke Hermann & Cia. Kafka va mostrar-hi una actitud positiva al principi i dedicà molt del seu temps lliure al negoci. Durant aquell període, també mostrava interès i es divertia en les actuacions de teatre jiddisch, malgrat els recels per part dels seus amics més íntims, com per exemple Max Brod, de qui habitualment rebia suport. Solitari, amb una vida afectiva marcada per irresolucions i frustracions, Kafka mai no va assolir fama ni fortuna amb els seus llibres.

### Darrers anys

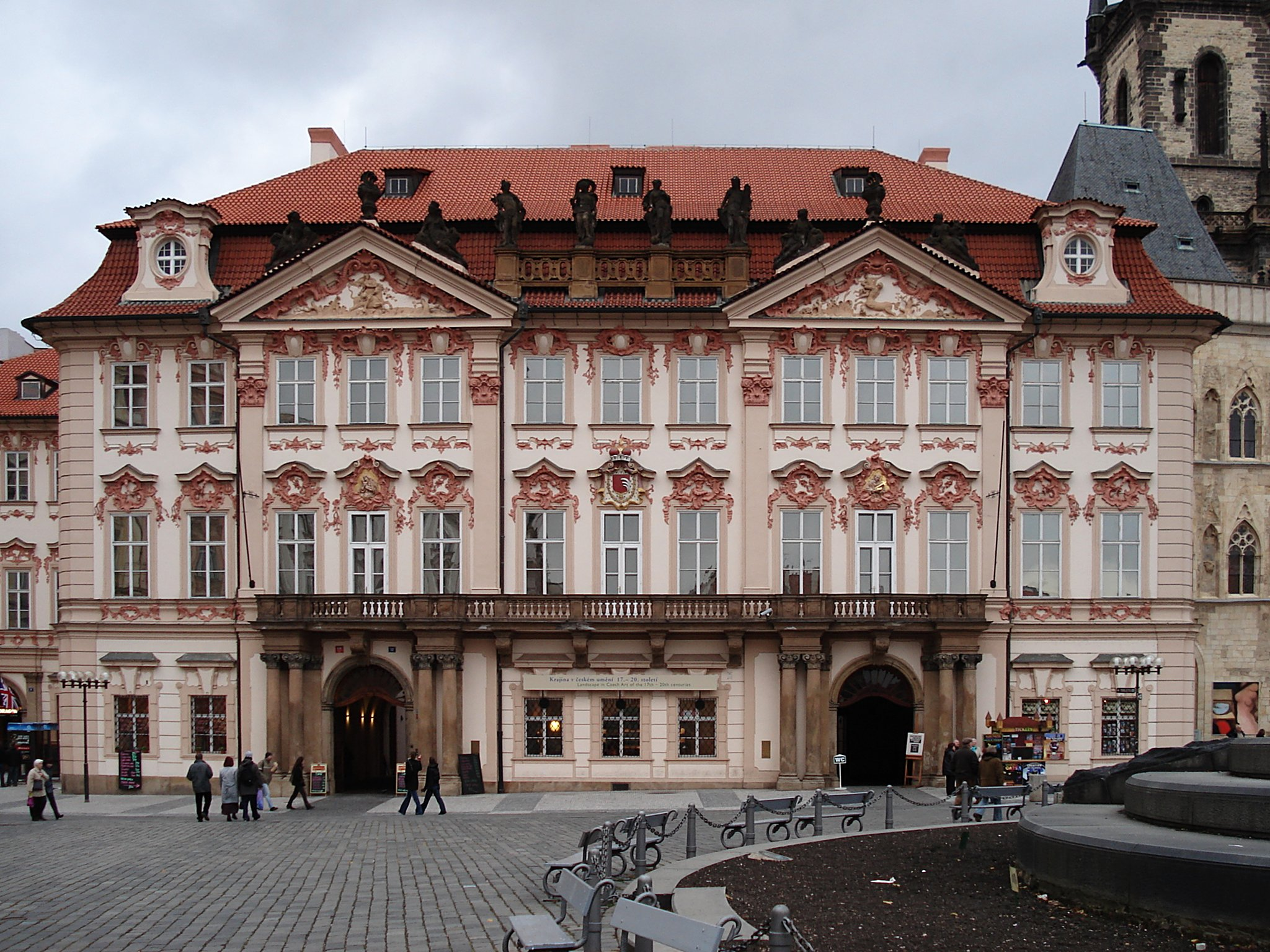
Palau Kinsky, on Kafka va estudiar i on, posteriorment, el seu pare va tenir un negoci.

El 1912, a la casa de Max Brod, Kafka va conèixer Felice Bauer, que vivia a Berlín i treballava com a representant per a una companyia de dictàfons. Durant els cinc anys següents, varen mantenir molta relació, trobant-se ocasionalment, i fent-se proposicions matrimonials en dues ocasions. La relació finalment va acabar el 1917.
El 1917, Kafka va patir de tuberculosi, cosa que li suposaria freqüents convalescències, durant les quals va rebre suport de la família, principalment de la seva germana Ottla. Contràriament al temor de ser percebut de manera repulsiva tant físicament com mentalment, impressionava els altres amb un aspecte infantil, pulcre i auster, una conducta tranquil·la i freda, i la seva gran intel·ligència, a més del seu particular sentit de l'humor.
Kafka va desenvolupar una relació intensa amb la periodista txeca i escriptora Milena Jesenská. El juliol de 1923, durant unes vacances a Graal-Müritz al mar Bàltic; coneixia Dora Diamant i es va traslladar temporalment a Berlín amb l'esperança de distanciar-se de la influència de la seva família per concentrar-se en la seva escriptura. A Berlín vivia amb Diamant, una professora de guarderia de 25 anys d'una família jueva ortodoxa, que era prou independent per haver evitat el seu passat al gueto. Diamant es convertiria en la seva amant, i influiria en l'interès de Kafka pel Talmud.
La tuberculosi de Kafka empitjorava malgrat els tractaments de medicina naturòpata que feia servir. Va retornar a Praga per anar al sanatori del Dr. Hoffmann a Kierling, prop de Viena, per a un tractament. Allà va morir el 3 de juny de 1924, aparentment de fam. La condició de la seva gola li produïa molts dolors en menjar, i com que encara no s'havia desenvolupat la nutrició parenteral, no hi havia cap manera d'alimentar-lo. Va ser enterrat a Praga l'11 de juny del 1924, al Cementiri jueu Nou (sector 21, fila 14, nínxol 33).
Des de llavors, el seu llegat, recuperat pel seu amic Max Brod, exerceix una influència enorme en la literatura mundial.

## Activitat literària

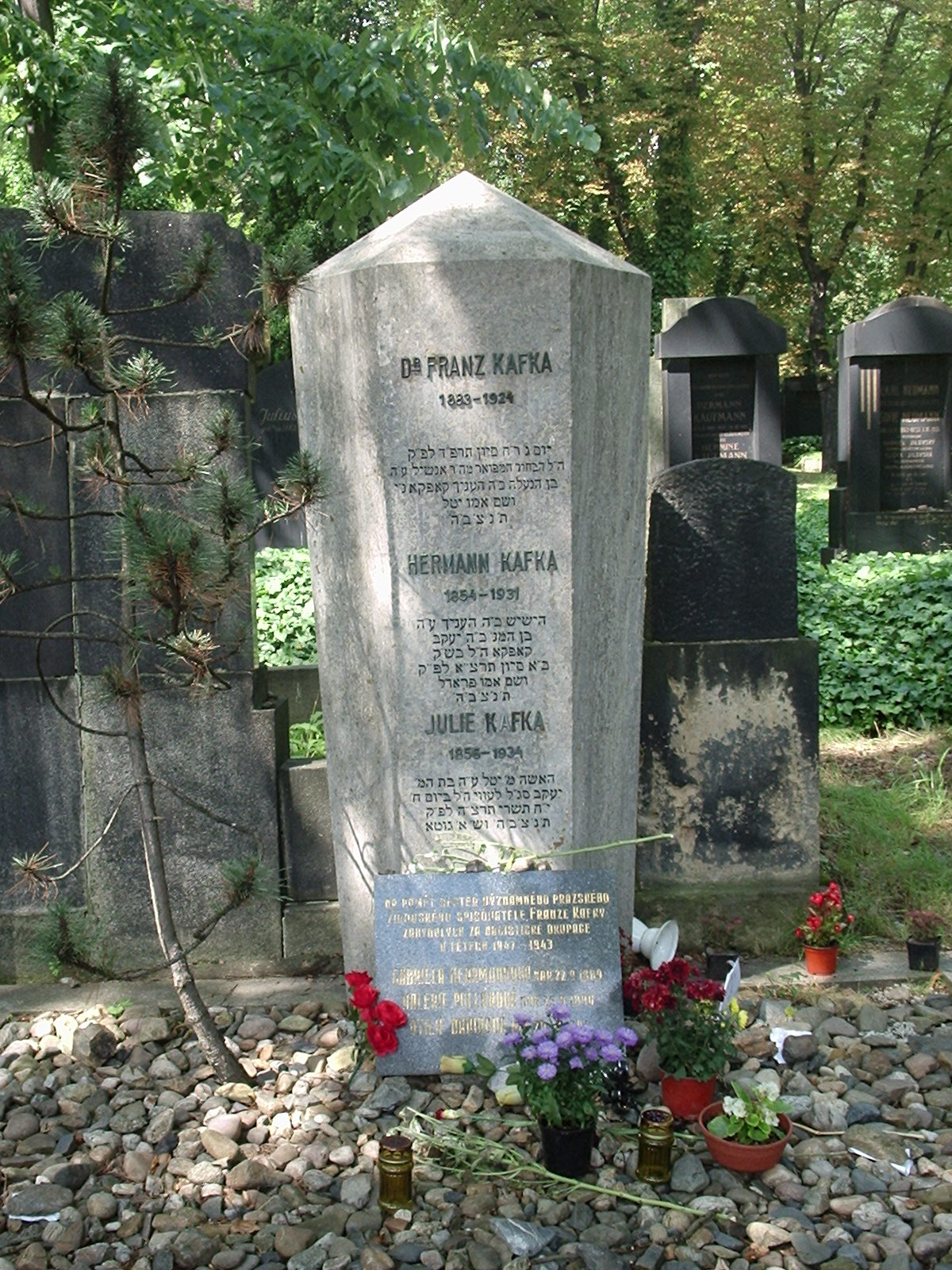
La tomba de Franz Kafka a Praga.

Els escrits de Kafka van causar poc interès fins després de la seva mort. Durant la seva vida, va publicar només uns quants contes i mai no va acabar cap de les novel·les, llevat de La Metamorfosi, considerada una novel·la curta. Abans de la seva mort, Kafka va escriure al seu amic i marmessor literari, Max Brod: "Max estimat, la meva última petició: tot allò que deixo enrere meu... com ara diaris, manuscrits, cartes (les meves pròpies i d'altres), esbossos, etcètera, [han de] ser cremats sense llegir.". Brod invalidaria els desigs de Kafka, entenent que aquest li havia donat aquestes instruccions específicament perquè sabia que Brod no les executaria, com sembla que li havia dit molts cops. La seva amant, Dora Diamant, també va ignorar els seus desigs, i guardà secretament fins a 20 llibretes i 35 cartes, fins que les hi va confiscar la Gestapo el 1933. Brod, de fet, supervisaria la publicació de gran part del treball de Kafka en poder seu, que aviat va començar a atreure l'atenció i a tenir una consideració crítica alta.
Tots els treballs publicats de Kafka varen ser escrits en alemany, excepte unes quantes cartes que va escriure en txec a Milena Jesenská.
Autor de diverses compilacions de contes, Kafka també va escriure Carta al pare (1919) i centenars de pàgines de diaris. Les seves tres novel·les (El procés, El castell i Amèrica) van romandre inacabades.
La transformació (1915) narra el cas d'un home que un dia es desperta transformat en un insecte gegant; El procés (1925) narra la història d'un tal Josef K., jutjat i condemnat per un crim que ell mateix ignora; en El castell (1926), l'agrimensor K. no aconsegueix tenir accés als senyors que el van contractar. En la seva obra, el protagonista sovint s'enfronta a un món complex que es basa en normes desconegudes, les quals mai no arriba a comprendre. L'adjectiu kafkià s'utilitza sovint per a descriure situacions similars.

### Estil
La majoria dels escriptors i crítics del segle xx han fet referències a la seva figura. Hi ha hagut multitud d'estudiosos que han intentat trobar sentit a l'obra de Kafka, interpretant-la en funció de diferents escoles de crítica literària, com ara la modernista, la realista màgica, etc.
Els temes de l'obra de Kafka són la soledat, la frustració i l'angoixa, la sensació de culpabilitat que experimenta l'individu en veure's amenaçat per unes forces desconegudes que no arriba a comprendre i que estan fora del seu control. En filosofia, Kafka és afí a Søren Kierkegaard i als existencialistes del segle xx.
Kafka s'emmarca dins l'existencialisme i la filosofia de l'absurd. Els seus escrits expliquen situacions en aparença nímies, però que acaben sent angoixants i reflecteixen el pes del sistema sobre l'individu, augmentat per frases llargues i feixugues i imatges simbòliques. Aquestes situacions són descrites amb màxim detall, de tal manera que el marc ocupa un paper important en la trama, creant l'ambient opressiu i sense sentit que busca l'autor. L'alienació, la identitat i la burocràcia i el control estatal són temes recurrents de Kafka.
Kafka sovint feia ús de la característica pròpia de la llengua alemanya, que permet frases llargues que a vegades poden ocupar una pàgina sencera. Les frases de Kafka proporcionen un impacte inesperat just abans del punt de convertir-se en el significat final i focus. Això s'aconsegueix amb la construcció de certes frases en alemany que requereixen que el verb sigui col·locat al final de la frase. Tals construccions no es poden imitar en altres idiomes, cosa que dificulta la traducció per donar el mateix efecte (o com a mínim equivalent) al lector de la traducció.
Un altre problema virtualment insalvable amb què es troba el traductor és com tractar l'ús intencional de l'autor de certs termes ambigus o de paraules que tenen diversos significats. Un exemple es troba en la primera frase de la Metamorfosi.

### Interpretacions crítiques

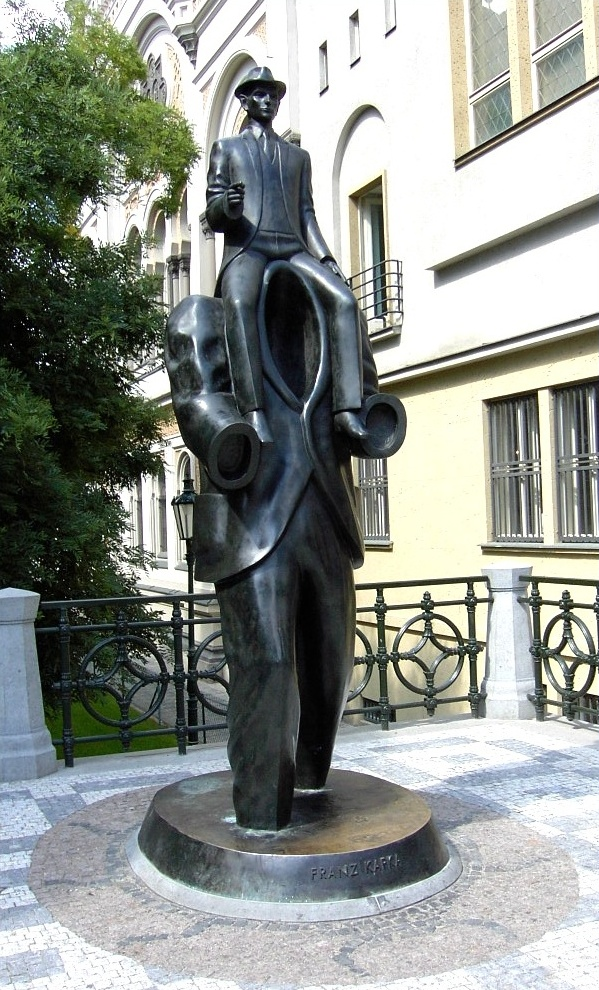
Estàtua de bronze de Franz Kafka a Praga.

Els crítics han interpretat els treballs de Kafka en el context d'una varietat d'escoles literàries, com modernisme, realisme màgic, etc. L'aparent desesperança i absurditat que semblen impregnar els seus treballs es consideren emblemàtiques de l'existencialisme. D'altres han intentat trobar una influència marxista en la seva sàtira de la burocràcia en texts com A la colònia penitenciària, El procés, i El castell, mentre que d'altres assenyalen l'anarquisme com a inspiració pel punt de vista antiburocràtic de Kafka. Tanmateix, hi ha qui interpreta els seus treballs a través de la lent del judaisme (Borges feia uns quants comentaris a aquesta consideració), a través del freudisme (a causa de les seves lluites familiars), o com al·legories d'una metafísica que cerca Déu (Thomas Mann era un defensor d'aquesta teoria).
Més modernament, Walter Benjamin va parlar de la tensió entre la tradició mística i la modernitat metropolitana. Hi ha qui considera, però, que sota les línies de Kafka no es troba cap sentit ocult, que només són històries i contes, ja que el món que desitja Kafka no és res ocult: és un món dels éssers humans, construït per ells mateixos (Hannah Arendt). I, en definitiva, mai s'encén en Kafka l'aura de l'infinit: cada frase val literalment el que diu (Theodor Adorno). Més encara, Roland Barthes, d'acord amb la crítica i traductora kafkiana, Marthe Robert, defensa, abans de res, fixar-se en la seva tècnica "al·lusiva", tècnica que apel·la a alguna cosa defectiva per força, ja que el sentit del món no és enunciable.
Els temes d'alienació i persecució s'emfasitzen repetidament, i l'èmfasi d'aquesta característica és notable en el treball de Marthe Robert, en part inspirat per la contracrítica de Gilles Deleuze i Félix Guattari que apareix en Kafka: por una literatura menor, que es devia molt més a Kafka que a l'estereotip d'una figura solitària escrivint sobre i des de l'angoixa, i que el seu treball era més deliberat, subversiu i "alegre" del que sembla.
A més, una lectura aïllada del treball de Kafka centrada en la futilitat dels personatges que lluiten i sense la influència de cap estudi de la vida de Kafka, revela l'humor de Kafka. L'obra de Kafka, en aquest sentit, no és un reflex escrit de cap de les seves pròpies lluites, sinó un reflex de com la gent inventa les lluites.
Els biògrafs han dit que era comú que Kafka llegís capítols dels llibres en què estava treballant als seus amics més propers, i que aquelles lectures, normalment, es concentraven en el costat humorístic de la seva prosa. Milan Kundera es refereix a l'humor essencialment surrealista de Kafka com a predecessor principal d'artistes com Federico Fellini, Gabriel García Márquez, Carlos Fuentes i Salman Rushdie. García Márquez deia de la lectura de La Metamorfosi que li mostrava "que era possible escriure d'una manera diferent".

### El dret a la ficció de Kafka
S'han fet molts intents d'analitzar el perfil legal de Kafka i el rol de la llei en la seva ficció. Aquests intents resulten relativament escassos, comparats amb la molta literatura dedicada a l'estudi de la seva vida i obra, i insignificant amb els estudis legals. El gruix dels estudis de l'obra de Kafka normalment destaquen l'absurditat, una crítica de la burocràcia o una recerca de redempció, sense explicar la imatge de la llei i la legalitat que constitueixen una part important de l'"horitzó del significat" en la seva ficció. Moltes de les descripcions de les diligències legals en El procés, metafísiques, absurdes, aclaparadores i kafkianes com aparenten ser, estan basades, de fet, en descripcions acurades i documentades de diligències criminals alemanyes i austríaques del seu temps.
La importància de la llei en la ficció de Kafka també s'ignora en els estudis legals perquè, com Richard Posner assenyalava, la majoria dels advocats no tenen en compte els escrits sobre lleis provinents de la ficció per a la comprensió o la pràctica del dret. A banda dels assumptes dels principals estudis de Kafka amb la redempció i l'absurditat, i que els juristes com el jutge Posner poden creure rellevant per a la pràctica legal i del dret, cal tenir present que Kafka era un advocat d'assegurança que, a més d'estar implicat en litigis, era també "delerosament conscient dels debats legals del seu dia".
En un estudi recent que fa servir els oficis de Kafka com a punt de partida, Reza Banakar sosté que "les imatges legals en la ficció de Kafka són dignes d'examen, no sols a causa dels seus efectes aclaparadors, enigmàtics, estranys, profans i alienants, o a causa del significat teològic o existencial més profund que suggereixen, sinó també com un concepte particular de la llei i la legalitat que opera paradoxalment com a part integral de la condició humana modernament. Per explorar aquest punt, la concepció de Kafka sobre la llei es posa en el context de la seva obra global com a recerca de les pròpies essències, que ens pren més enllà de la comprensió instrumental del dret defensat per diverses escoles de positivisme legal, i ens permet agafar la llei com a forma d'experiència" (vegeu Banakar 2010).

### Obres
- A la colònia penitenciària, narracions ("In der Strafkolonie", 1914 però publicat el 1919). Traducció catalana de Josep Murgades, Quaderns Crema (Mínima Minor, 11).
- Amèrica ("Amerika" o "Der Verschollene", 1927). Traducció catalana de Joan Fontcuberta, Edicions Proa (Biblioteca A tot vent, 278).
- Carta al pare (1919). Traducció catalana i epíleg de Joan Ferrarons, Angle Editorial, 2020. Traducció catalana i estudi preliminar de Ricard Torrents, L'Avenç, 2009. Traducció catalana de Pilar Estelrich, Empúries, 1999 (ISBN 978-84-7596-650-2).
- Contemplació, narracions (1913).
- Narracions completes. Volum I. Traducció catalana de Josep Murgades, Quaderns Crema (Biblioteca Mínima, 5).
- Narracions completes. Volum II. Traducció catalana de Josep Murgades, Quaderns Crema (Biblioteca Mínima, 6).
- El castell ("Das Schloß", 1926). Traducció catalana de Lluís Solà, Edicions Proa (Biblioteca A tot vent, 70), a partir de la tercera edició a cura de Max Brod. Nova traducció catalana de Joan Ferrarons a partir del manuscrit original, publicada a Club Editor, 2019 (col·lecció El Club dels Novel·listes, ISBN 978-84-7329-242-9).
- El procés ("Der Prozeß", 1914 però publicat el 1925), traducció catalana de Gabriel Ferrater, Proa, 1999 (Biblioteca A tot vent). ISBN 84-8256-790-X.
- La transformació, també traduïda com La metamorfosi (Die Verwandlung, escrit el 1912 i publicat el 1915). Traducció catalana de Jordi Llovet, Proa, 1978 (Biblioteca A tot vent, ISBN 84-8256-790-X). Traducció catalana de Heike van Lawick i Enric Sòria, Bromera, 1989 (Col·lecció A la lluna de València, ISBN 978-84-7660-043-6). Traducció catalana de Pilar Estelrich, Empúries, 1999 (ISBN 978-84-7596-650-2). Traducció catalana de Carme Gala, Columna, 2001 (col. Clàssica, 461, ISBN 978-84-664-0104-3, i Columna Jove, 30, ISBN 978-84-664-0999-5 i 978-84-664-0133-3). Traducció catalana de Marta Pera, Sembra Llibres, 2016 (ISBN 978-84-16698-04-2).
- Un metge rural, narracions ("Ein Landarzt", 1917 però publicat el 1919). Traducció catalana de Josep Murgades, Quaderns Crema (Mínima minor, 57).
- Cartes a Milena ("Briefe an Milena", 1952). Traducció de Clara Formosa, editorial El Gall, 2018.[22]
- Narracions. Traducció catalana de Joan Fontcuberta, Quaderns Crema, 2000 (Biblioteca mínima). ISBN 8477273049.
- Paràboles i paradoxes. Recull de contes a cura de Nahum N. Glatzer. Traducció catalana de Joan Ferrarons. Barcelona: Flâneur, 2022. ISBN 9788409381968.

## El fons literari de Kafka
Franz Kafka va donar instruccions per escrit al seu amic Max Brod de destruir tota la documentació (correspondència, esborranys, diaris) generada per Kafka quan aquest morís. Max Brod no tan sols no va fer-li cas, sinó que també recollí documentació personal (la llarga carta al pare i altres documents). Max Brod treballà intensament per promocionar l'obra literària de Kafka, i va fer publicar tres obres pòstumes: El Procés el 1925, El castell el 1926, Amèrica el 1927.
Max Brod, que era jueu i sionista, arran de l'annexió de Txecoslovàquia per part de Hitler va fugir de Praga el març de 1939 i va anar a viure al Mandat britànic de Palestina, enduent-se amb ell la documentació. Allà conegué al matrimoni format per Otto i Ilse Hoffe, refugiats txecs com ell. Ilse (que va canviar el seu nom pel d'Esther) li feu de secretària, ordenant-li el fons documental, el qual Max Brod acabà regalant-li el 1952. També la va nomenar marmessora en el seu testament. Max Brod morí el 1968. El 1973 l'estat d'Israel, preocupat que Esther Hoffe vengués el fons documental, pleitejà per la seva possessió. La petició fou rebutjada als tribunals el 1974.
Mentre Esther Hoffe visqué, va mantenir inaccessible la documentació rebuda, i va vendre alguna correspondència el 1974 i el manuscrit original d'El Procés el 1988. Esther, que guardava la documentació a casa seva i a caixes de seguretat en un banc israelí i en un altre a Suïssa, va morir el 2 de setembre de 2007. Quan les seves dues filles Eva i Ruth van inscriure en el registre públic el testament de la seva mare, l'estat d'Israel tornà a pleitejar per la seva possessió. Eva Hoffe s'hi oposà, així com també l'Arxiu de Literatura Alemana de Marbach que volia tenir l'opció d'adquirir part del fons. Els tribunals atorgaren la propietat del fons a l'estat d'Israel el 4 d'agost de 2018. Actualment el fons literari de Franz Kafka provinent de Max Brod està depositat a la Biblioteca Nacional d'Israel.
La Bodleian Library de la Universitat d'Oxford també manté un fons molt important de documentació generada per l'autor.

## Kafka al cinema
- Le procés - Dir. Orson Welles (1963)
- The Castle - Dir. Rudolph Noelte (1968)
- Informe para una academia - Dir. Carles Mira (1975)
- The metamorphosis of Mr. Samsa - Dir. Caroline Leaf (1977)
- Informe per a una acadèmia - Dir. Quim Masó (1989)
- Kafka - Dir. Steven Soderbergh (1991)
- The trial - Dir. David Hugh Jones (1993)
- La Metamorfosi de Franz Kafka - Dir. Carlos Atanes (1993)
- Amerika - Dir. Vladimir Michalek (1994)
- Das Schloss - Dir. Michael Haneke (1996)
- La metamorfosis - Dir. Josefina Molina (1996)
- Metamorfosis - Dir. Fran Estévez (2004)

## Kafka al teatre
- Milan Richter Del Ereboparaíso de Kafka (2006), drama en dos actes, traducció de Renata Bojnicanova i Salustio Alvarado (ADE-Teatro, Madrid, 2009)
- Milan Richter La segunda vida de Kafka (2007), drama en dos actes, traducció de Renata Bojnicanova i Salustio Alvarado (ADE-Teatro, Madrid, 2009)
- "La Metamorfosis", versió teatral musical, amb llibre i lletres de Mariano Taccagni i música original de Damián Mahler. Buenos Aires.
- "H & K", obra teatral en un acte sobre la hipotètica trobada entre Kafka i Hitler. Original de Silvia Peláez. Mèxic.
- "KAFKA, negro de tan preciso" (2010) teatre físic sense paraula. Sobre quatre contes curts de l'autor txec. Adaptació de Julián Stella. Buenos Aires.
- Le gorille (2009), obra teatral escrita i dirigida per Alejandro Jodorowsky, inspirada en el relat Informe per a una acadèmia (Ein Bericht für eine Akademie, 1917). Estrena mundial: Maelstöm ReEvolution festival, Brussel·les, 2009. Estrena a París: Le Gorille, d'Alejandro Jodorowsky d'après Franz Kafka, Le Lucernaire (théâtre Rouge) (2010) i The gorilla The Leicester Square Theatre, Londres (2010). El desembre de 2011 es va presentar a Ciutat de Mèxic El gorila i el 29 de gener de 2012 a Madrid.